# Rhinella marina
Il rospo delle canne (Rhinella marina (Linnaeus, 1758)), noto anche come rospo gigante neotropicale o rospo marino, è un grande rospo terrestre facente parte della famiglia Bufonidae, originario del Centro e Sud America, oltre a essere stato introdotto in varie isole dell'Oceania e dei Caraibi, e soprattutto nell'Australia settentrionale. Viene spesso inserito per limitare o eliminare la presenza di serpenti velenosi. Si tratta del rospo più grande al mondo, ed è membro del genere Rhinella, che comprende molte specie di veri rospi che si trovano in tutta l'America centrale e meridionale, sebbene fosse stato in precedenza assegnato al genere Bufo.
Il rospo delle canne è una specie antica: un rospo fossile (l'esemplare UCMP 41159) facente parte della fauna di La Venta del Miocene superiore della Colombia, è risultato indistinguibile dai moderni rospi delle canne del Sud America settentrionale. L'esemplare è stato trovato in un deposito di pianura alluvionale, il che suggerisce che fin dalla sua comparsa questo animale prediligeva gli habitat aperti. I rospi delle canne sono una specie molto prolifica; le femmine depongono le uova in un singolo grappolo che può contenere migliaia di uova. Il suo successo riproduttivo è in parte dovuto all'alimentazione opportunistica: ha una dieta insolita tra gli anuri, che consiste sia di materia morta sia vivente. Gli adulti hanno una lunghezza media di 10–15 centimetri (4-6 pollici); l'esemplare più grande registrato aveva una lunghezza di 24 centimetri (9,4 pollici).
Il rospo delle canne possiede delle ghiandole velenose dietro la testa, e i girini sono altamente tossici per la maggior parte degli animali se ingeriti. La sua pelle tossica può uccidere molti animali, sia selvatici sia domestici, per questo sono particolarmente pericolosi per i cani. A causa del suo vorace appetito, il rospo delle canne è stato introdotto in molte regioni del Pacifico e delle isole dei Caraibi come metodo naturale per il controllo dei parassiti agricoli. Il nome comune della specie deriva proprio dal suo uso contro lo scarabeo delle canne (Dermolepida albohirtum), che danneggia le coltivazioni delle canne da zucchero. Il rospo delle canne è ora considerato un parassita e una specie invasiva in molte delle regioni in cui è stato introdotto, guadagnandosi un posto nell'elenco delle 100 tra le specie invasive più dannose al mondo. Il film del 1988 Cane Toads: An Unnatural History ha documentato le prove e le tribolazioni dell'introduzione dei rospi delle canne in Australia, dove la specie ha provocato i danni più ingenti all'ecosistema.

## Etimologia
Nel 1920 la specie venne introdotta nelle piantagioni di canna da zucchero in Costa Rica per essere utilizzata come "protettrice" delle piantagioni di canna da zucchero locali, infestate da parassiti. Il procedimento fu ripetuto nello stato australiano del Queensland e in altri paesi come Papua Nuova Guinea, Filippine, Stati Uniti (nelle isole Hawaii), Giappone e nelle isole Figi. Il nome deriva dunque dal suo utilizzo storico. Il rospo delle canne è denominato in vari modi, come "rospo gigante" o "rospo marino". Il primo nome è riferito alle sue dimensioni superiori alla media, e il secondo alla sua nomenclatura binomiale, Rhinella marina.
È stata una delle numerose specie descritte da Linneo nel Systema Naturae, all'interno della sua decima edizione. Linneo utilizzò il nome specifico marina basandosi su un'illustrazione dello zoologo Albertus Seba, che all'interno del suo tesauro sosteneva erroneamente che il rospo delle canne potesse vivere sia in ambienti terrestri sia marini. Altre denominazioni comuni del rospo sono "rospo gigante neotropicale", "rospo dominicano", "rospo marino gigante" e "rospo delle canne sudamericano".

## Descrizione

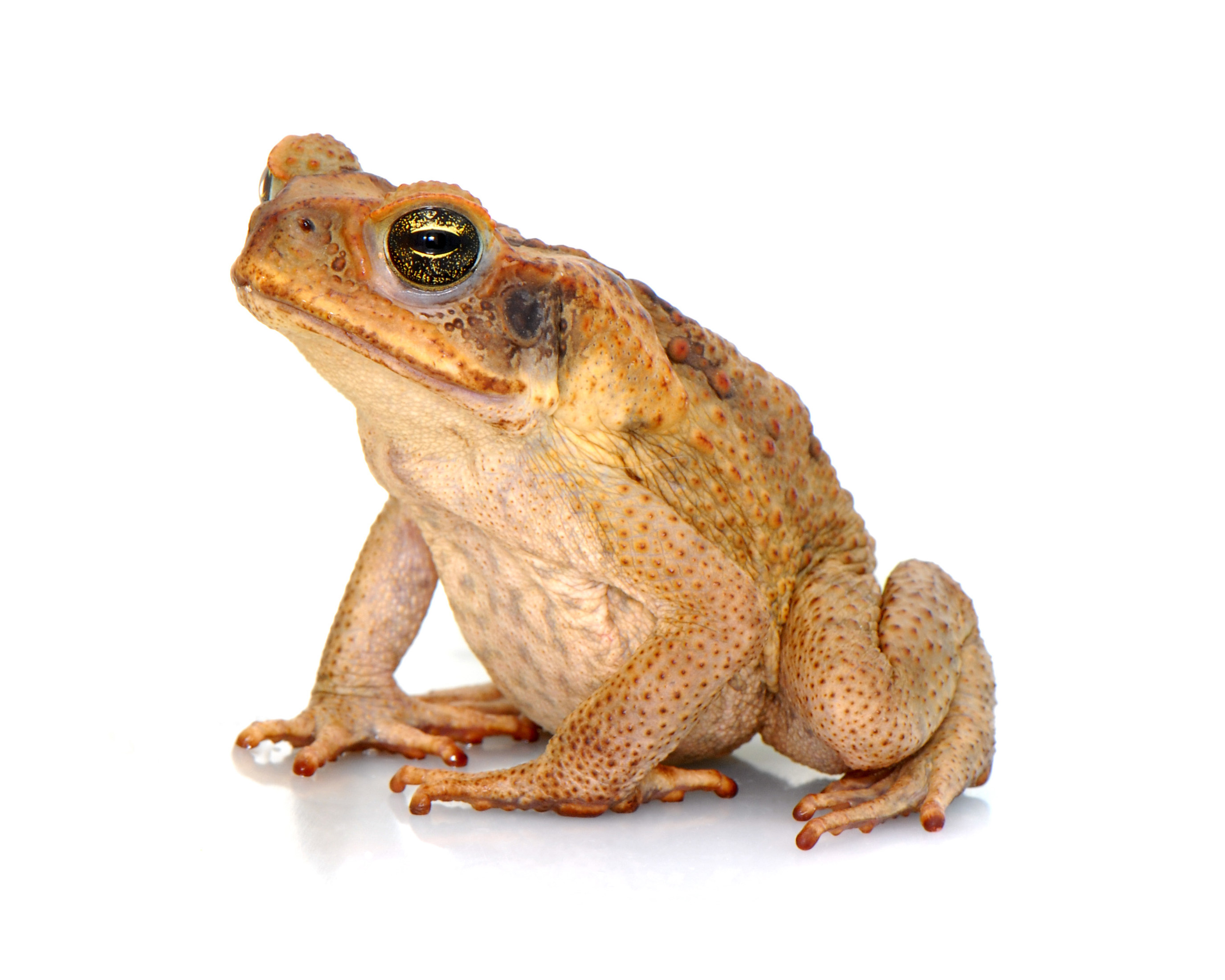
Rhinella marina

Il rospo delle canne è un animale grosso e robusto; le femmine sono, generalmente, più grandi dei maschi, con una lunghezza media da 10 a 15 centimetri, e può raggiungere anche dimensioni più considerevoli, arrivando a un massimo di 24 centimetri di lunghezza. Rospi di dimensioni superiori alla media si trovano solitamente in aree con una minore densità di popolazione o dove la specie si è recentemente immessa. L'aspettativa di vita in natura varia tra i 10 e i 15 anni, aumentando considerevolmente in cattività: un esemplare sarebbe sopravvissuto, secondo alcune testimonianze, fino all'età di 35 anni.
La pelle delle gambe e del dorso di questa specie è secca e ricoperta di verruche, quella dei maschi è più secca e ruvida rispetto a quella delle femmine. Sugli occhi sono presenti due evidenti creste ossee che si estendono fino al muso. Il rospo può essere di colore grigio, giallastro, olivastro o rosso-bruno, con motivi variabili. Gli occhi non sono perfettamente rotondi e dietro di essi sono presenti delle ghiandole parotoidi che secernono un fluido tossico e lattiginoso dal nome di bufotossina, composto principalmente da bufotenina, serotonina e bufagina in caso l'animale si trovi in pericolo. Questa sua caratteristica è in comune con altre specie di rospi, come il rospo comune (Bufo bufo). Le ghiandole sono inoltre presenti sulle spalle, nelle ovaie e nelle uova. Le pupille del rospo sono orizzontali e l'iride è di color oro. La zona del ventre è di color crema e saltuariamente può presentare delle macchie irregolari di color nero o marrone, possibilmente presenti anche sul dorso. Le dita sono palmate, prive di ventose e divise da una membrana.
Gli esemplari giovani hanno solitamente la pelle liscia e scura, ricoperta di chiazze. Sono inoltre sprovvisti di ghiandole parotoidi, che li rende meno velenosi rispetto agli adulti. I girini sono di piccole dimensioni (tra i 10 e i 25 mm) e completamente neri. Tendono a formare dei gruppi sul fondo degli specchi d'acqua che li ospitano, vicino alla vegetazione. Sia le uova sia i girini del rospo delle canne sono estremamente tossici.

## Distribuzione e habitat

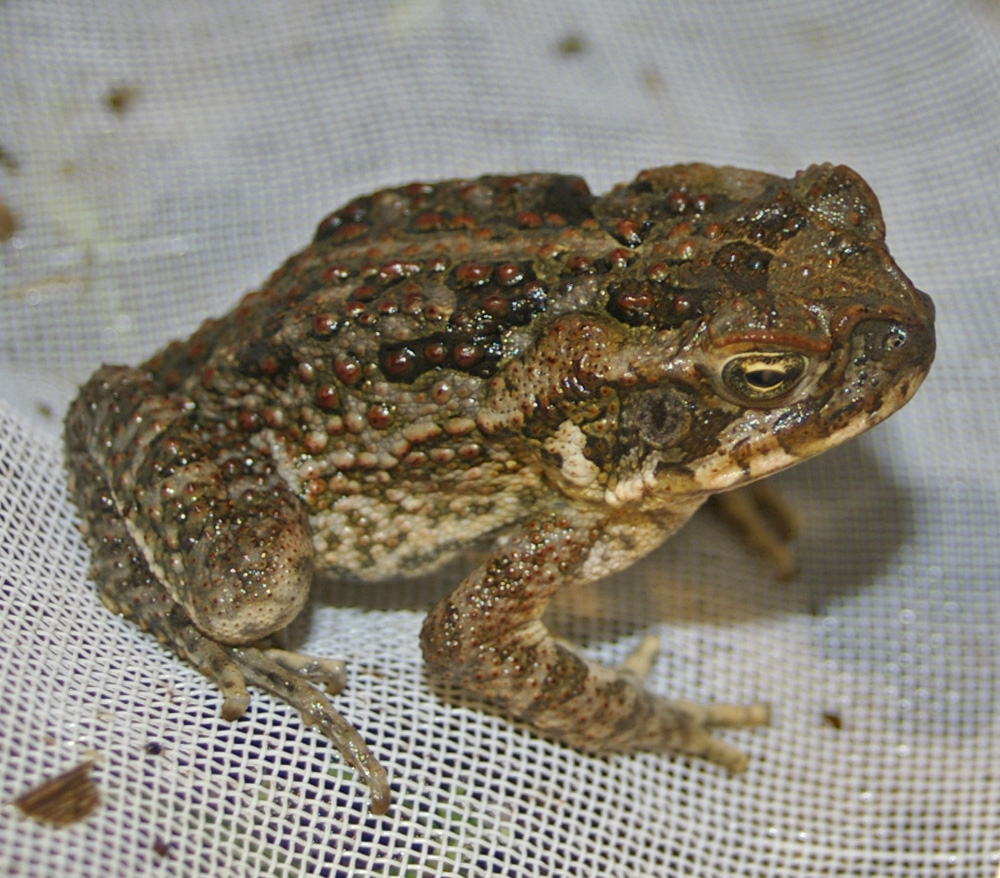
Un giovane rospo delle canne

### Habitat originario
Il rospo delle canne è originario delle Americhe, in un'area compresa tra la Valle del Rio Grande (Texas) e il Sud America tropicale, assieme ad alcune isole sulla costa del Venezuela come Trinidad e Tobago. La specie vive sia in territori dal clima tropicale sia steppico. La densità delle popolazioni del rospo delle canne è significativamente inferiore nella sua distribuzione nativa rispetto ai luoghi in cui è stato introdotto. In Sud America, la densità della popolazione è stata registrata a 20 adulti per 100 metri (109 iarde) di costa, che equivale dall'1 al 2% della densità in Australia.

### Introduzioni
Il rospo delle canne è stato introdotto con intenti di lotta biologica ai parassiti delle piantagioni di canna da zucchero in alcune regioni del mondo come i Caraibi o nel Pacifico, con risultati non sempre brillanti. L'accuratezza nelle documentazioni di queste introduzioni e la notevole diffusione del rospo hanno reso esso una delle specie invasive più studiate.
Antecedentemente agli anni quaranta del XIX secolo, esemplari provenienti dalla Guyana e dalla Guyana francese furono introdotti nelle isole di Barbados e Martinica. Nel 1844 fu introdotto in Giamaica con lo scopo di ridurre la popolazione locale di ratti. Sebbene ciò non avesse sortito alcun effetto, non riuscendo a regolare il numero dei roditori, il rospo delle canne fu successivamente introdotto a Porto Rico nei primi anni del XX secolo con la speranza che esso potesse neutralizzare un'infestazione di scarafaggi che stava distruggendo le piantagioni di canne da zucchero. I risultati furono positivi e ridussero i danni economici causati dai parassiti, spingendo gli scienziati a considerare l'animale come una soluzione ideale per disinfestare le colture agricole.
Come risultato, molti paesi dell'area del Pacifico emularono ciò che era stato fatto a Porto Rico importando rospi negli anni trenta del 1900. Attualmente esistono popolazioni non native di rospi delle canne in Australia, Florida, Papua Nuova Guinea, Filippine, Isole Daitō, Ogasawara, Ishigaki e le Isole Daitō in Giappone, Taiwan, Figi e una gran parte delle isole dei Caraibi e del Pacifico, incluse le Hawaii. In molti dei paesi elencati, il rospo delle canne è attualmente considerato una specie invasiva, essendosi dimostrato pericoloso per la fauna locale.

#### Australia

L'espansione del rospo delle canne in Australia (mappa obsoleta - la distribuzione attuale include WA settentrionale, NSW settentrionale, NT e QLD)

Dopo il suo apparente successo nell'eliminare gli insetti infestanti dalle piantagioni di canne da zucchero a Porto Rico e le feconde introduzioni nelle Hawaii e nelle Filippine, ci fu alta richiesta da parte dei contadini australiani affinché venissero portati dei rospi delle canne a difendere i campi di canne da zucchero dai parassiti del Queensland. Di conseguenza, 102 rospi furono portati in Australia, dalle Hawaii. Gli scienziati dello zucchero del Queensland liberarono i rospi nei campi delle canne nell'agosto 1935. Dopo questo rilascio iniziale, il Commonwealth Department of Health decise di vietare future introduzioni fino a quando non sarebbe stato condotto uno studio sulle abitudini alimentari del rospo. Lo studio venne completato nel 1936 e il divieto venne revocato, quando vennero effettuati rilasci su larga scala; liberando in natura 62 000 rospi, nel marzo 1937. I rospi si stabilirono saldamente nel Queensland, aumentando in modo esponenziale di numero ed estendendo la loro distribuzione nel Territorio del Nord e nel Nuovo Galles del Sud. Nel 2010 un esemplare è stato trovato sulla costa occidentale più lontana a Broome, nell'Australia occidentale.
Tuttavia, qui il rospo non ebbe il successo sperato nel ridurre il numero degli scarabei delle canne (Dermolepida albohirtum), in parte perché i campi di canne da zucchero fornivano un riparo insufficiente per i predatori durante il giorno, e in parte perché gli scarabei vivono sulle cime delle canne da zucchero, e i rospi delle canne non sono buoni arrampicatori. Contrariamente a quanto previsto, invece, il rospo delle canne ebbe un impatto altamente distruttivo sulla biodiversità australiana. Dalla sua introduzione, infatti, la popolazione di diversi rettili predatori nativi cominciò a calare, come ad esempio il varano di Mertens (Varanus mertensi), il varano di Mitchell (V. mitchelli), e il varano argo (V. panoptes), il serpente bruno reale (Pseudechis australis) e la vipera della morte comune (Acanthophis antarcticus), e il coccodrillo d'acqua dolce australiano (Crocodylus johnstoni); al contrario, la popolazione della lucertola agamide Amphibolurus gilberti, nota per essere una preda comune del varano argo, è aumentata proprio a causa della sparizione del suo predatore naturale.

#### Caraibi
Il rospo delle canne è stato introdotto in varie isole dei Caraibi per contrastare una serie di parassiti che infestavano i raccolti locali. Sebbene l'animale fosse stato in grado di stabilirsi su alcune isole, come Barbados, Giamaica e Porto Rico, altre introduzioni, come a Cuba prima del 1900 e nel 1946, e sulle isole di Dominica e Grand Cayman, non ebbero successo.
Le prime introduzioni registrate sono state alle Barbados e alla Martinica. Le introduzioni alle Barbados si sono concentrate sul controllo biologico dei parassiti che danneggiavano le colture di canna da zucchero, e sebbene la popolazione di rospi fosse cresciuta, i risultati per controllare il numero dei parassiti furono ancora più scarsi di quelli ottenuti in Australia. Il rospo fu introdotto in Martinica dalla Guyana francese prima del 1944 e vi si stabilì. Oggi riducono le popolazioni di zanzare e grilli talpa. Una terza introduzione nella regione avvenne nel 1884, quando i rospi apparvero in Giamaica, secondo quanto riferito importati dalle Barbados per aiutare a controllare la popolazione di roditori. Sebbene non abbiano avuto effetti significativi sui ratti, la loro popolazione si consolidò nella regione. Altre introduzioni includono la loro introduzione ad Antigua (forse prima del 1916, sebbene questa popolazione iniziale possa essersi estinta nel 1934 ed essere stata reintrodotta successivamente) e Montserrat, che aveva già effettuato un'introduzione prima del 1879 che portò alla fondazione di una popolazione stabile, apparentemente sufficiente per sopravvivere all'eruzione del vulcano Soufrière Hills, nel 1995.
Nel 1920 il rospo della canna fu introdotto a Porto Rico per controllare le popolazioni di larve bianche (Phyllophaga spp.), un parassita delle canne da zucchero. Prima della sua introduzione, i parassiti venivano estirpati manualmente dagli umani, quindi l'introduzione del rospo eliminava i costi di manodopera. Un secondo gruppo di rospi fu importato nel 1923 e nel 1932 consolidando la popolazione nella zona. La popolazione di larve bianche diminuì drasticamente, e il merito venne attribuito al rospo delle canne durante la riunione annuale dei tecnologi internazionali della canna da zucchero a Porto Rico. Tuttavia, potrebbero esserci stati altri fattori in gioco. Sei anni dopo il 1931, quando la popolazione locale di rospo delle canne divenne più prolifica, mentre le larve bianche subito un drastico calo, fu marcata dalla più alta piovosità mai registrata a Porto Rico. Tuttavia, si presumeva che il rospo delle canne avesse avuto il ruolo più importante nel controllare la popolazione delle larve bianche; questa visione venne rafforzata da un articolo di Nature intitolato "I rospi salvano il raccolto di zucchero", che a sua volta ha portato all'introduzione su larga scala di questi animali in molte parti del Pacifico.
Il rospo delle canne è stato avvistato a Carriacou e in Dominica, quest'ultima apparizione nonostante il fallimento delle prime introduzioni. L'8 settembre 2013, il rospo delle canne è stato trovato anche sull'isola di New Providence alle Bahamas.

#### Filippine

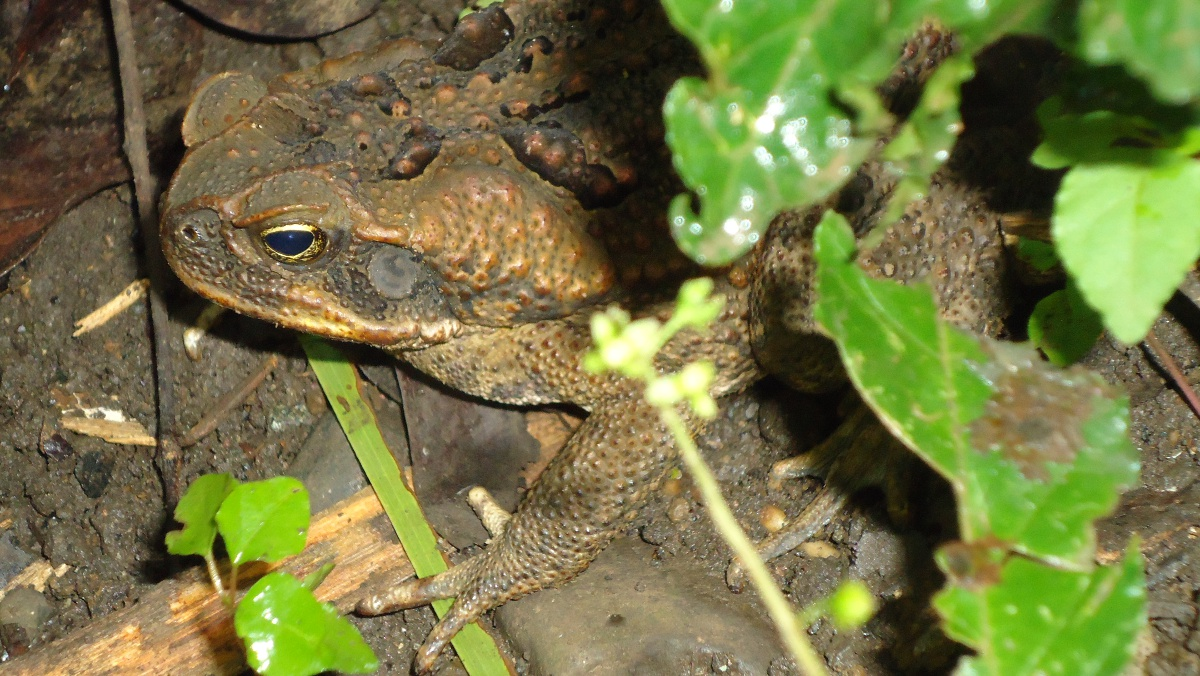
I rospi delle canne nelle Filippine sono chiamati kamprag, uno slang di 'rana americana'

Il rospo delle canne è stato introdotto deliberatamente nelle Filippine nel 1930 come agente di controllo biologico dei parassiti nelle piantagioni di canna da zucchero, dopo il successo delle introduzioni sperimentali a Porto Rico. Successivamente divenne l'anfibio più presente delle isole. Conserva ancora il nome comune di bakî o kamprag nelle lingue visayane, uno slang di "rana americana", riferendosi alle sue origini americane. È anche comunemente noto come "rana toro" nell'inglese filippino.

#### Figi
Il rospo delle canne venne introdotto nelle Figi per combattere le popolazioni di insetti che infestavano le piantagioni di canne da zucchero. L'introduzione del rospo delle canne nella regione fu suggerita per la prima volta nel 1933, dopo i successi a Porto Rico e nelle Hawaii. Dopo aver considerato i possibili effetti collaterali, il governo nazionale delle Figi decise di rilasciare 67 esemplari sulle isole nel 1953, importati dalle Hawaii. Una volta che i rospi si furono stabiliti, uno studio del 1963 notò come la dieta del rospo includeva invertebrati sia dannosi sia utili all'agricoltura, pertanto concluse che l'animale era "economicamente neutro". Oggi, il rospo delle canne può essere trovato su tutte le principali isole delle Figi, sebbene queste popolazioni tendano a essere più piccole delle loro controparti in altre regioni.

#### Nuova Guinea
Il rospo delle canne venne introdotto in Nuova Guinea per controllare la popolazione di larve di falena che si nutrivano dei raccolti di patate dolci. La prima introduzione avvenne nel 1937 usando rospi importati dalle Hawaii, con una seconda introduzione nello stesso anno usando esemplari provenienti dall'entroterra australiano. Le prove nei registri suggeriscono una terza introduzione nel 1938, con esemplari utilizzati per i test di gravidanza umani: molte specie di rospi si sono rivelate efficaci per questo compito e sono stati impiegati per circa venti anni dopo l'annuncio della scoperta nel 1948. I rapporti iniziali sostenevano che i rospi erano efficaci nel ridurre i livelli di larve e si pensava che la resa delle patate dolci stesse migliorando. Di conseguenza, queste prime emissioni furono seguite da ulteriori introduzioni in gran parte della regione, sebbene la loro efficacia su altre colture, come i cavoli, fosse stata messa in dubbio; quando i rospi furono liberati a Wau, i cavoli fornirono un riparo insufficiente e i rospi lasciarono rapidamente l'area circostante per cercare riparo nella foresta. Una situazione simile si era verificata in precedenza nei campi di canne da zucchero in Australia, ma tale avvenimento era sconosciuto, o venne ignorato, in Nuova Guinea. Da allora, il rospo delle canne è una presenza stanziale molto abbondante nelle aree rurali e urbane.

#### Stati Uniti
Il rospo delle canne è originario del Texas meridionale, ma sono stati fatti tentativi (sia deliberati sia accidentali) di introdurre la specie anche in altre parti del paese. Questi includono introduzioni in Florida e nelle isole Hawaii, nonché delle introduzioni in Louisiana in gran parte infruttuose.
Le prime introduzioni in Florida non andarono a buon fine. I tentativi di introduzione prima del 1936 e del 1944, destinati a controllare i parassiti della canna da zucchero, non ebbero successo poiché i rospi non sono riusciti a proliferare nella nuova zona. I tentativi successivi fallirono allo stesso modo. Tuttavia, il rospo prese piede nello stato dopo un rilascio accidentale da parte di un importatore all'aeroporto internazionale di Miami, nel 1957, e il rilascio deliberato da parte dei commercianti di animali nel 1963 e nel 1964, riuscendo a far stabilire il rospo delle canne in altre parti della Florida. Oggi, il rospo delle canne conta popolazioni stanziali nello stato, da Keys a nord di Tampa, e si sta gradualmente estendendo più a nord. In Florida, il rospo è considerato una minaccia per le specie autoctone e gli animali domestici; così tanto che la Florida Fish and Wildlife Conservation Commission raccomanda ai residenti di ucciderli in caso li incontrassero.
Circa 150 rospi delle canne vennero introdotti a Oahu nelle Hawaii, nel 1932, e la popolazione aumentò a 105 517 esemplari dopo 17 mesi. I rospi furono inviati nelle altre isole, e più di 100 000 rospi furono distribuiti entro luglio 1934; alla fine furono trasportati oltre 600 000 animali.

## Tassonomia

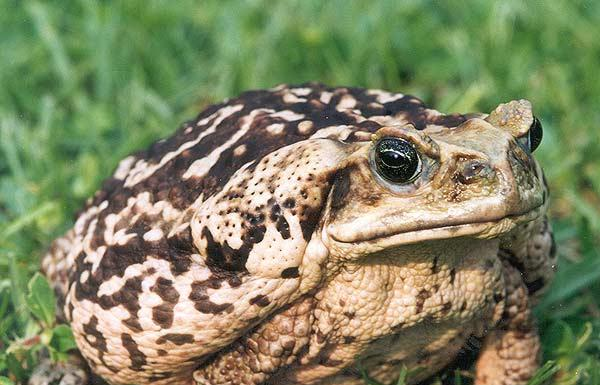
Un rospo delle canne dalla colorazione chiara

Il genere Rhinella è considerato un genere distinto da Bufo, modificando quindi il nome scientifico della specie. Il nome specifico marinus (maschile) diventa marina (femminile) per conformarsi alle regole per l'accordo del genere imposte dal Codice internazionale di nomenclatura zoologica, trasformandosi in Rhinella marina anziché Bufo marinus. Sebbene controversa (molti erpetologi utilizzano ancora oggi la nomenclatura Bufo marinus), questa modifica è stata accettata da organi di rilievo come l'Unione internazionale per la conservazione della natura, l'Encyclopedia of Life e Amphibian Species of the World. La nomenclatura binomiale Rhinella marinus venne successivamente introdotta come sinonimo dopo un errore commesso dai biogeografi Pramuk, Robertson, Sites, e Noonan. Sebbene controverso (con molti erpetologi tradizionali che usano ancora la nomenclatura Bufo marinus) il binomio Rhinella marina sta guadagnando diversi consensi con organismi come IUCN, Encyclopedia of Life, Amphibian Species of the World, ed un numero crescente di pubblicazioni scientifiche che hanno deciso di utilizzare il nuovo binomio.
In Australia gli esemplari adulti possono essere confusi con altre rane native dei generi Limnodynastes, Cyclorana e Mixophyes. Le specie appartenenti a questi generi possono essere distinti dal rospo delle canne dall'assenza delle ghiandole parotoidi e delle creste tra le narici e gli occhi. I rospi delle canne sono considerati molto simili agli esemplari della specie Heleioporus australiacus per le loro dimensioni e la loro pelle verrucosa. La seconda specie può essere distinta dalla prima per le sue pupille verticali e non orizzontali, con le iridi di color grigio-argento anziché dorato. Lo stesso accade ai giovani rospi delle canne, che possono essere confusi con le specie appartenenti al genere Uperoleia, ma una volta divenuti adulti possono essere notate delle differenze, come ad esempio la mancanza della colorazione più chiara sull'inguine e sui fianchi.
Dal 2016, le popolazioni di rospi delle canne originarie della Mesoamerica e del Sud America nordoccidentale sono talvolta considerate una specie separata, Rhinella horribilis.
Negli Stati Uniti il rospo assomiglia a molte altre specie della sua famiglia, come l'Anaxyrus terrestris, che può essere distinto da Rhinella marina per queste due caratteristiche:
- le ghiandole parotoidi sono posizionate parallelamente o vicino alla spina dorsale;
- le creste ossee tra gli occhi del rospo terminano con dei bulbi.

### Genetica
Il genoma del rospo delle canne è stato sequenziato ed alcuni accademici australiani ritengono che ciò aiuterà a capire come questo rospo possa evolversi così rapidamente per adattarsi ai nuovi ambienti, come funzionano le sue famigerate tossina e, si spera, fornire nuove opzioni per fermare la marcia di questa specie attraverso l'Australia e in altri luoghi dove si è diffuso come parassita invasivo.

## Biologia

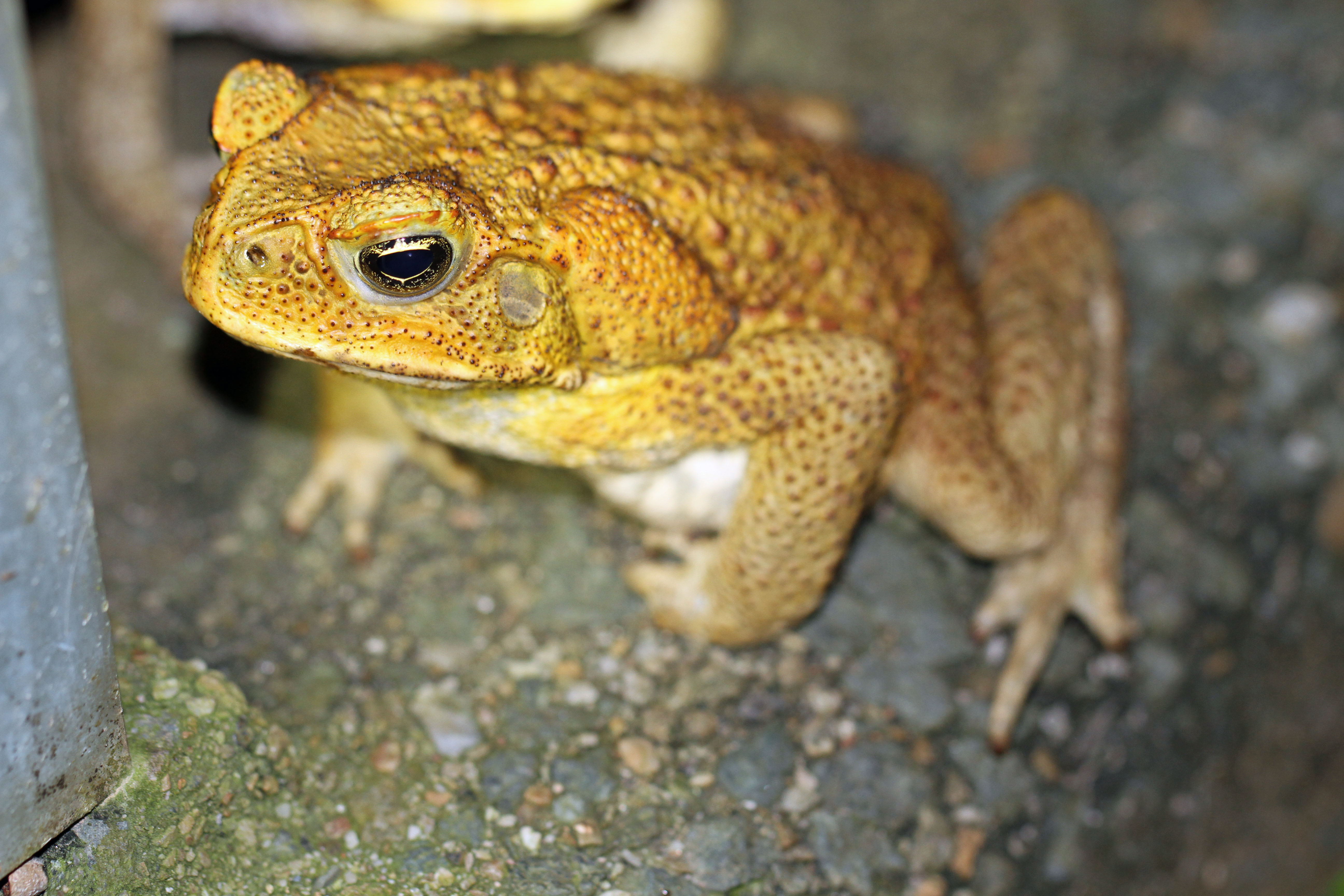
Rospo delle canne dalla colorazione dorata

Il nome comune "rospo marino" e il nome scientifico Rhinella marina suggeriscono che questo rospo abbia un legame con la vita marina, ma i rospi delle canne non vivono in mare. Tuttavia, degli esperimenti di laboratorio suggeriscono che i girini possano tollerare concentrazioni di sale equivalenti al 15% di acqua di mare (~ 5,4 ‰), e recenti osservazioni sul campo hanno trovato girini e rospi vivi a salinità del 27,5 ‰ sull'isola di Coiba, Panama. Il rospo delle canne abita grandi prati aperti e boschi, mostrando una "netta preferenza" per le aree modificate dall'uomo, come giardini e canali di scolo. Nei loro habitat nativi, i rospi possono essere trovati nelle foreste subtropicali, sebbene il fogliame denso tenda a limitarne la dispersione.

### Riproduzione

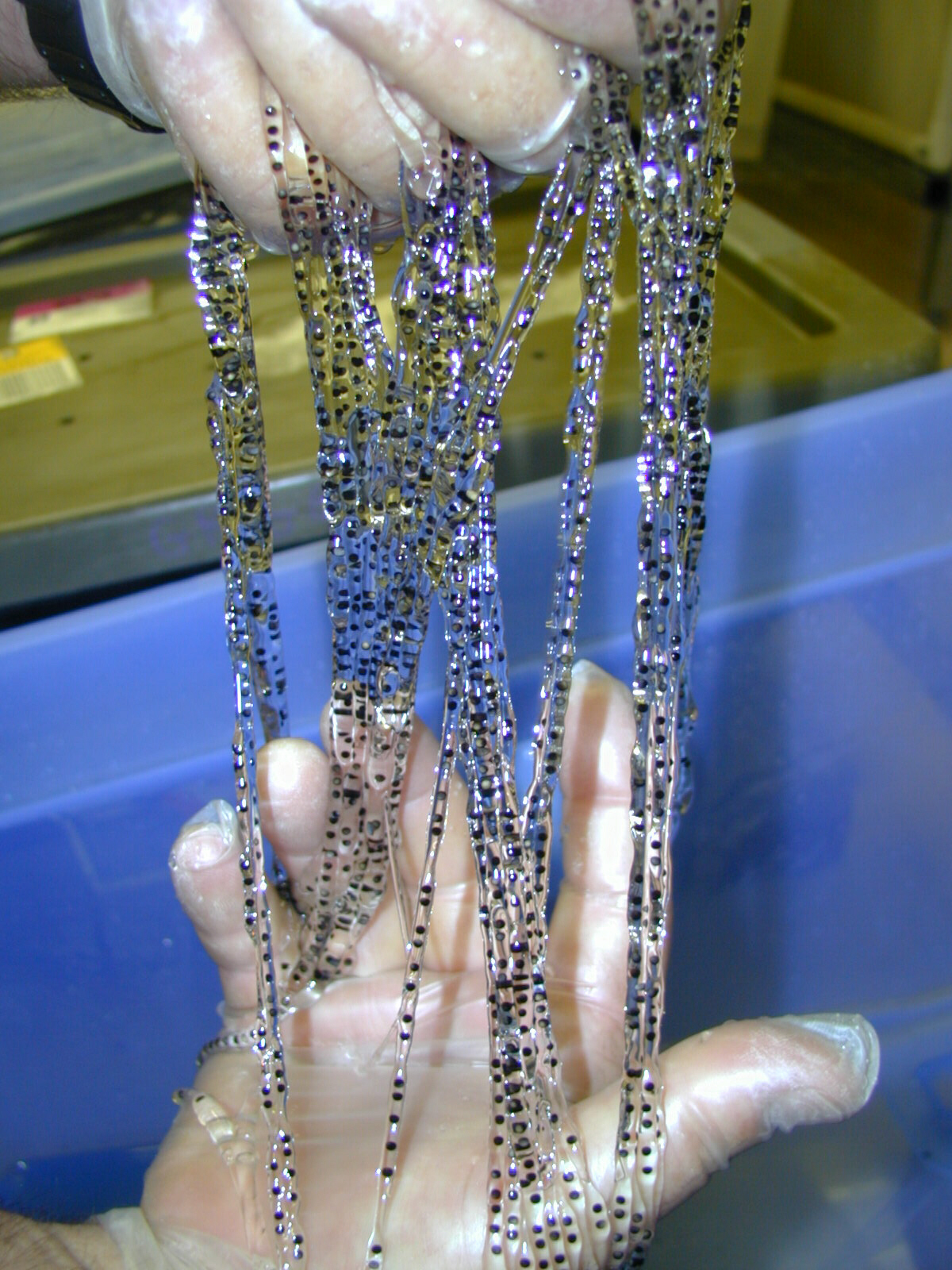
Fili di gelatina in cui i rospi delle canne inglobano le proprie uova

Il rospo delle canne inizia la vita come un uovo, che viene deposto come parte di lunghi fili di gelatina in acqua. Una femmina può deporre 8.000-25.000 uova in una sola covata, ed i lunghi fili di gelatina che le contengono possono arrivare fino a 20 metri (66 piedi) di lunghezza. Le uova sono nere e sono ricoperte da una membrana. Il loro diametro è di circa 1,7–2,0 millimetri (0,067–0,079 pollici). La velocità con cui un uovo si schiude liberando il girino aumenta con la temperatura. I girini in genere si schiudono entro 48 ore, ma il periodo può variare da 14 ore a quasi una settimana. Questo processo di solito coinvolge migliaia di girini (che sono piccoli, neri e hanno una coda relativamente corta), che si radunano formando grandi gruppi. Sono necessari dai 12 ai 60 giorni affinché i girini si sviluppino in giovani, generalmente in quattro settimane. Analogamente alle loro controparti adulte, le uova e i girini sono tossici per molti animali.
Quando emergono, i rospi sono tipicamente lunghi circa 10-11 millimetri (0,39-0,43 pollici) e crescono molto rapidamente. Mentre il tasso di crescita varia in base alla regione, al periodo dell'anno e al sesso, si osserva un tasso di crescita iniziale medio di 0,647 millimetri (0,0255 pollici) al giorno, seguito da un tasso medio di 0,373 millimetri (0,0147 pollici) al giorno. La crescita in genere rallenta una volta che i rospi raggiungono la maturità sessuale. Questa crescita così rapida è importante per la loro sopravvivenza; nel periodo tra metamorfosi e subadulto, i giovani rospi perdono la tossicità che li proteggeva come uova e girini, ma devono ancora sviluppare completamente le ghiandole parotoidi che producono la bufotossina. Poiché mancano di questa difesa chiave, si stima che solo lo 0,5% dei rospi delle canne raggiunge l'età adulta.
Come per i tassi di crescita, il punto in cui i rospi diventano sessualmente maturi varia a seconda delle regioni. In Nuova Guinea, la maturità sessuale viene raggiunta dalle femmine quando queste raggiungono una lunghezza compresa tra i 70 e gli 80 millimetri (2,8 e 3,1 pollici), mentre i rospi a Panama raggiungono la maturità sessuale quando raggiungono una lunghezza di 90-100 millimetri (3,5 e 3,9 pollici) di lunghezza. Nelle regioni tropicali, come i loro habitat nativi, la riproduzione avviene durante tutto l'anno, ma nelle aree subtropicali, la riproduzione avviene solo durante i periodi più caldi che coincidono con l'inizio della stagione delle piogge.
Si stima che il rospo delle canne abbia un massimo termico critico di 40–42 °C (104–108 °F) e un minimo di circa 10–15 °C (50–59 °F). Gli intervalli possono cambiare a causa dell'adattamento all'ambiente locale. Il rospo delle canne possiede anche un'alta tolleranza alla perdita d'acqua; alcuni possono sopportare una perdita del 52,6% di acqua corporea, consentendo loro di sopravvivere al di fuori degli ambienti tropicali.

### Dieta
La maggior parte delle rane identifica la preda tramite il movimento, e la vista sembra essere il metodo principale con cui il rospo delle canne individua la sua preda; tuttavia, può anche localizzare il cibo usando l'olfatto. Il rospo delle canne è un animale estremamente vorace che si nutre di una vasta gamma di alimenti; oltre alle normali prede di piccola taglia, come roditori, rettili, altri anfibi, uccelli e persino pipistrelli, e una gran varietà di invertebrati, i rospi delle canne si nutrono anche di piante, cibo per cani e rifiuti domestici.

### Difese

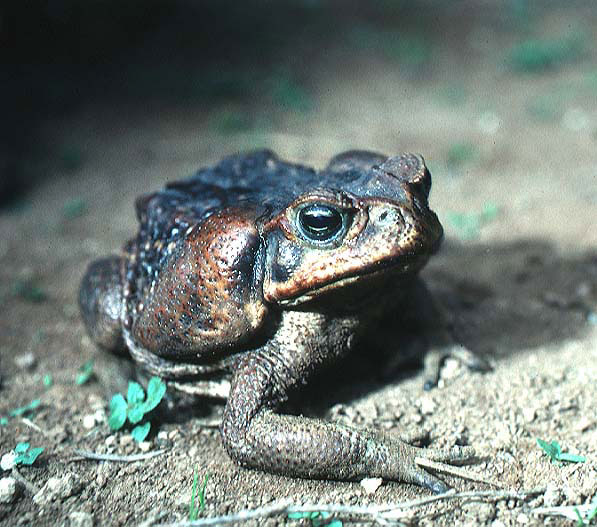
Un esemplare a El Salvador: le grandi ghiandole parotoidi sono visibili dietro gli occhi

La pelle dei rospi adulto è tossica, così come le ghiandole parotoidi ingrossate dietro gli occhi e altre ghiandole sul dorso. Quando il rospo è minacciato, le sue ghiandole secernono un fluido bianco latte noto come bufotossina. I componenti della bufotossina sono tossici per molti animali; sono state registrate anche morti umane a causa del consumo di rospi delle canne. I cani sono particolarmente inclini ad essere avvelenati avendo l'abitudine di leccare e/o mordere questi rospi. Gli animali che mostrano una salivazione eccessiva dalla bocca, gengive estremamente arrossate, scuotimento della testa, pianto, perdita di coordinazione e/o convulsioni richiedono cure veterinarie immediate.
La bufotenina, una delle sostanze chimiche escrete dal rospo delle canne, è classificata come droga della tabella 9 secondo la legge australiana, insieme all'eroina e all'LSD. Si ritiene che gli effetti della bufotenina siano simili a quelli da avvelenamento lieve; la stimolazione, che comprende lievi allucinazioni, dura meno di un'ora. Poiché il rospo delle canne espelle bufotenina in piccole quantità e altre tossine in quantità relativamente maggiori, leccare il rospo può provocare gravi malattie o morte.
Oltre a rilasciare la tossina, il rospo delle canne è in grado di riempire i polmoni, gonfiarsi e sollevare il corpo da terra per apparire più alto e più grande ad un potenziale predatore.
Dal 2011, gli sperimentatori nella regione del Kimberley dell'Australia occidentale hanno utilizzato salsicce velenose contenenti carne di rospo per cercare di proteggere gli animali nativi dall'impatto mortale dei rospi delle canne. Il Dipartimento per l'ambiente e la conservazione dell'Australia occidentale, insieme all'Università di Sydney, hanno sviluppato esche per indurre i predatori nativi a non mangiare i rospi, mescolando pezzetti di rospo con una sostanza chimica che induce la nausea; le esche non sono mortali per gli animali che associano una sensazione spiacevole ai rospi delle canne, imparando a stare lontani da questi anfibi.

### Predatori

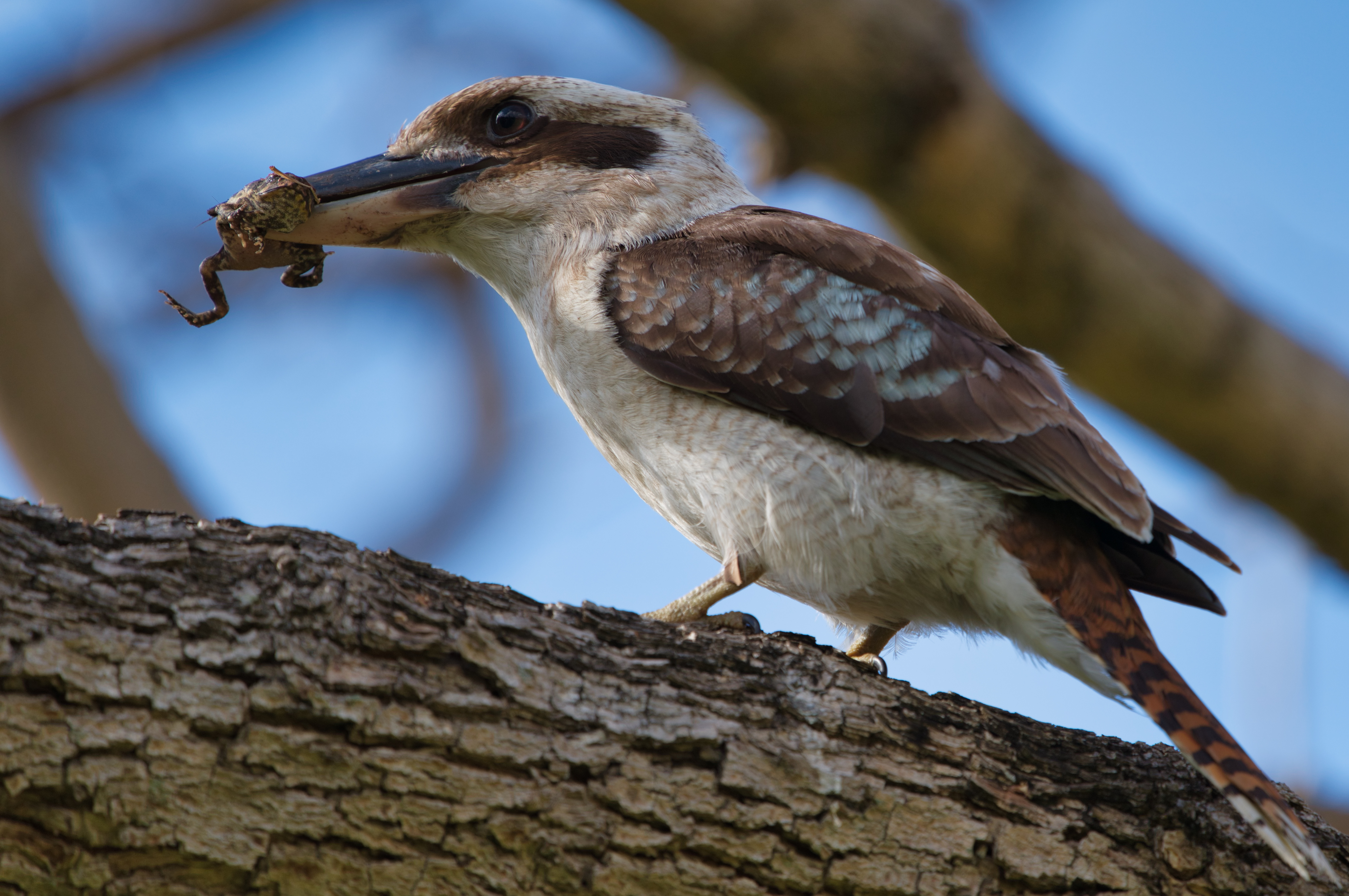
Un kookaburra sghignazzante mentre mangia un giovane rospo delle canne

Nel suo habitat originario, diverse specie sono in grado di nutrirsi del rospo delle canne e dei suoi girini, tra cui il caimano dal muso largo (Caiman latirostris), il serpente dagli occhi di gatto fasciato (Leptodeira annulata), anguille (famiglia Anguillidae), varie specie di killifish, il kuhlia dei sassi (Kuhlia rupestris), alcune specie di pesce gatto (ordine Siluriformes), alcune specie di ibis (sottofamiglia Threskiornithinae), e le formiche proiettile (Paraponera clavata).
Al di fuori del suo habitat originario, il rospo delle canne ha pochi predatori naturali che comprendono il nibbio fischiante (Haliastur sphenurus), il rakali (Hydromys chrysogaster), il ratto nero (Rattus rattus) e il varano d'acqua asiatico (Varanus salvator). Il podargo strigoide (Podargus strigoides) e il podargo della Papua (Podargus papuensis) sono stati avvistati mentre si nutrivano di questi rospi; alcuni corvi australiani (Corvus spp.) hanno imparato a nutrirsi dei rospi adulti senza rischiare l'avvelenamento, capovolgendo i rospi sulla schiena e cominciando a mangiarli dal ventre, evitando le ghiandole velenifere sulla schiena. I rakali assumono strategie simili nutrendosi del cuore e del fegato dei rospi.
Gli opossum del genere Didelphis, probabilmente, possono nutrirsi impunemente dei rospi delle canne. Le formiche carnivore (Iridomyrmex purpureus) non sono influenzate dalle tossine dei rospi delle canne, quindi sono in grado di ucciderli. La normale risposta del rospo delle canne agli attacchi è di stare fermo e lasciare che la sua tossina uccida il predatore, il che consente alle formiche di attaccare e mangiare il rospo.

## Utilizzi

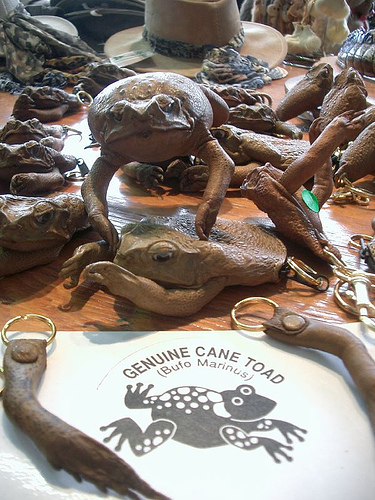
Merce fatta con il rospo delle canne

Il rospo delle canne e le sostanze da esso derivate sono state utilizzate in numerose istanze, commerciali e no. In passato, nel suo habitat naturale del Sud America, la comunità indigena degli Emberá-Wounaan usava avvelenare le loro frecce con la bufotossina rilasciata dal rospo. Un ulteriore utilizzo della sostanza è stata quella di enteogeno per la civiltà precolombiana degli Olmechi. Il rospo è stato cacciato come fonte di cibo in alcune zone del Perù e mangiato solamente dopo un'attenta rimozione della pelle e delle ghiandole parotoidi. Se preparata con cura, la carne del rospo è considerata salutare e ricca di acidi grassi omega-3. Recentemente le tossine del rospo sono state utilizzate in vari modi: la bufotenina è stata usata in Giappone come afrodisiaco e per la ricostruzione del cuoio capelluto, mentre in Cina è stata utilizzata durante le operazioni cardiochirurgiche per rallentare il battito cardiaco dei pazienti. Una nuova ricerca ha suggerito che il veleno del rospo delle canne possa avere alcune applicazioni nel trattamento del cancro alla prostata.
Altre applicazioni moderne del rospo delle canne includono i test di gravidanza, come animali domestici, nella ricerca in laboratorio e la produzione di articoli in pelle. I primi test di gravidanza vennero condotti a metà del XX secolo iniettando l'urina di una donna nelle sacche linfatiche di un rospo maschio, e se gli spermatozoi apparivano nelle urine del rospo, la paziente era considerata incinta. I test con i rospi erano più veloci di quelli con i mammiferi, ed i rospi erano più facili da allevare e, sebbene la scoperta iniziale del 1948 impiegasse la specie Bufo arenarum per i test, divenne presto chiaro che solo una varietà di anuri erano adatte a questi studi, e tra queste c'era il rospo delle canne. Di conseguenza, i rospi vennero impiegati a questo scopo per circa 20 anni. Come animale da laboratorio, il rospo delle canne è considerato ideale; sono abbondanti e facili ed economici da mantenere e gestire. L'uso del rospo delle canne negli esperimenti iniziò negli anni '50 e, alla fine degli anni '60, un gran numero di rospi veniva catturati ed esportati nelle scuole superiori e nelle università. Da allora, un certo numero di stati australiani hanno introdotto o inasprito numerosi regolamenti sulle importazioni. Anche i rospi morti hanno un valore. La pelle del rospo delle canne viene lavorata in cuoio ed usata per creare oggettistica; i rospi delle canne impagliati, messi in posa e accessoriati, hanno trovato casa nel mercato turistico come souvenir e sono stati fatti tentativi per produrre dei fertilizzante dai loro corpi.

### In cattività

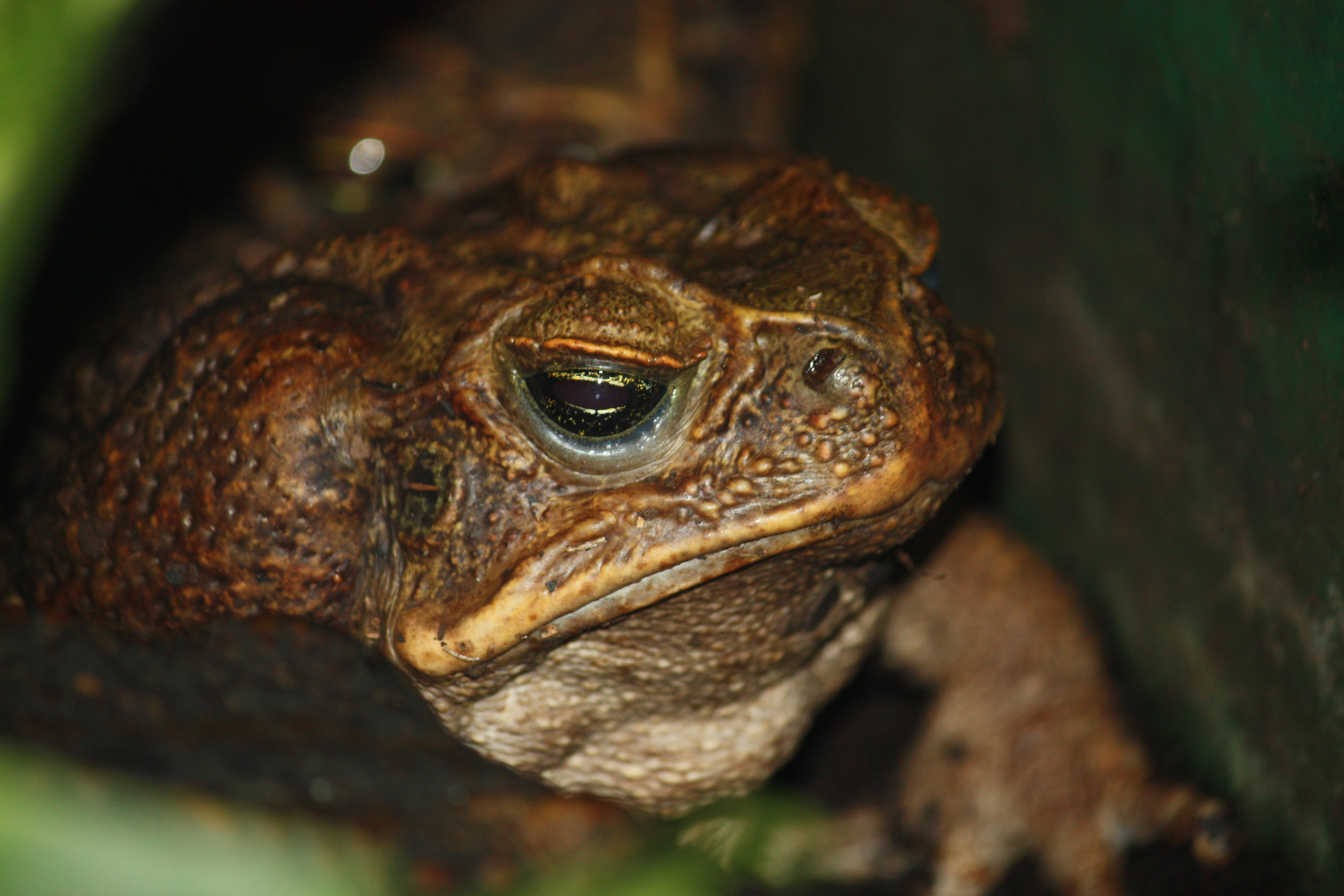
Un esemplare presso lo zoo di Louisville, Kentucky

Nonostante la sua natura invasiva, il rospo delle canne è un animale piuttosto comune negli zoo e nei giardini zoologici, e in alcuni paesi è anche visto come un animale domestico da terrario. Trattandosi di un animale robusto ed adattabile è una scelta ideale per i neofiti. Trattandosi di un animale di grandi dimensioni in età adulta, e crescendo molto rapidamente, lo spazio per un singolo esemplare adulto dovrebbe essere di almeno 50 cm di lunghezza, 35 cm di larghezza e 30 cm d'altezza. Il substrato del terrario deve permettere all'animale di sotterrarsi, pertanto devono essere presenti almeno 10 centimetri di terriccio non concimato e muschio. Bisogna fornire inoltre diversi rifugi dove l'animale possa nascondersi, come tane, o aggiungendo delle piante. Deve essere presente anche una ciotola d'acqua, abbastanza grande in modo che l'animale possa immergervisi completamente.
La temperatura del terrario è simile a quella di molte case (20-22 °C diurni e 15-18 °C notturni), con un'umidità del 50-60%. La luce potrà essere fornita tramite una lampada spot ad infrarossi (50 watt, nei terrari di medie dimensioni). La dieta degli esemplari in cattività deve essere molto varia, come kaimani, camole del miele, grilli, tarme della farina, bigattini, blatte e, per gli esemplari più grandi, piccoli topi. È inoltre opportuno utilizzare degli integratori a base di calcio per rettili. Sono animali voraci che raramente rifiutano un pasto.

## Come specie invasiva

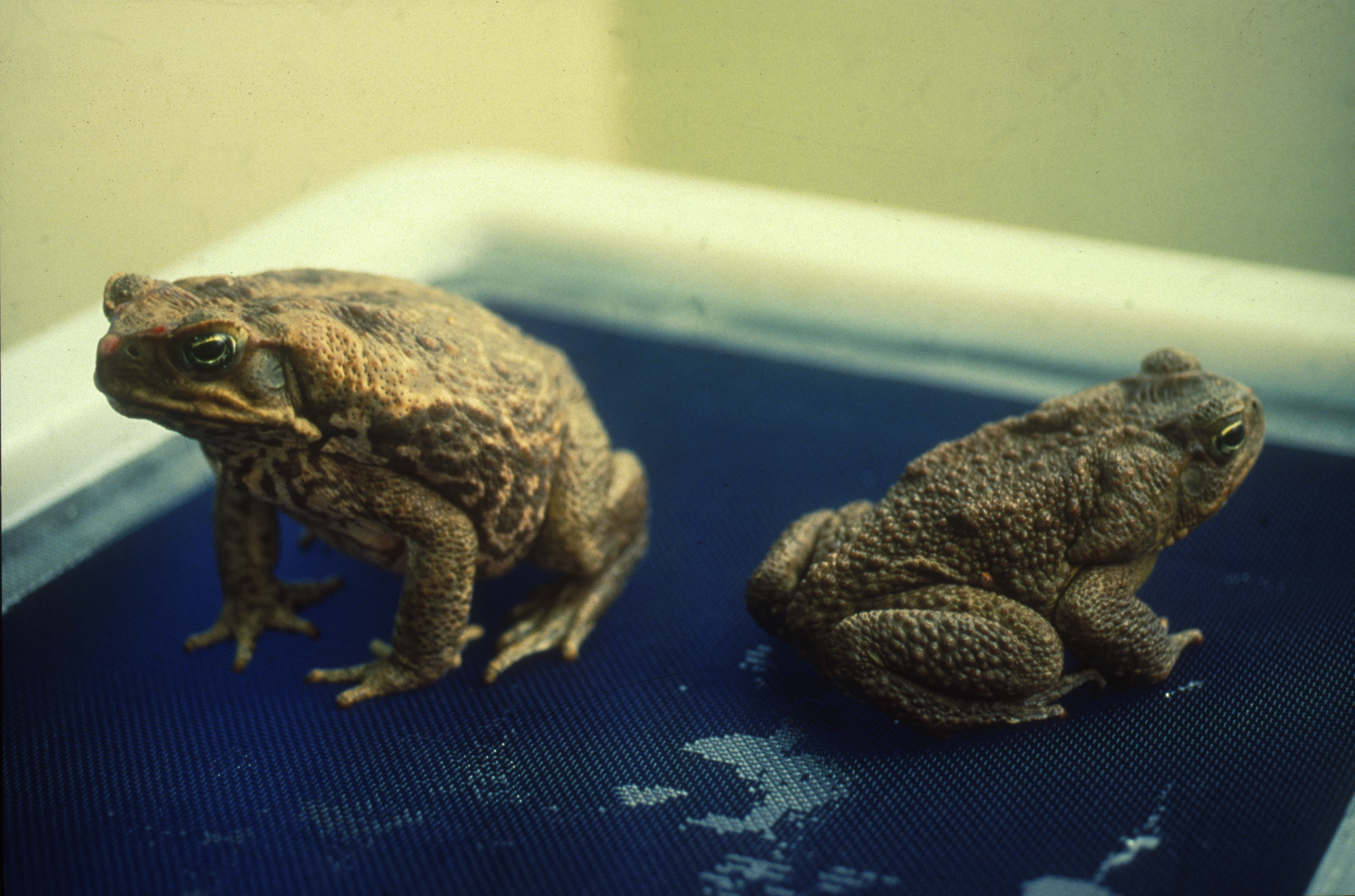
Due esemplari di rospi delle canne, in un centro della CSIRO. Questa agenzia governativa studia questi animali per prevenire la loro dispersione su tutto il continente australiano

I rospi delle canne rappresentano una seria minaccia per le specie autoctone quando vengono introdotti in un nuovo ecosistema. Classificata come specie invasiva in oltre 20 paesi, quando un rospo delle canne viene individuato e si stabilisce in una nuova area, è quasi sempre seguito da un declino della biodiversità di quella regione. La regione più documentata sull'invasione del rospo delle canne e del conseguente effetto sulle specie autoctone è l'Australia, dove sono state completate molteplici indagini e osservazioni sulla conquista del rospo sul continente. Il modo migliore per illustrare questo effetto è attraverso la difficile situazione del quoll settentrionale, così come quella del varano di Mertens, una grande lucertola originaria del sud e del sud-est asiatico.
Per studiare gli effetti del rospo delle canne sulla popolazione del quoll settentrionale, sono stati scelti due siti, uno dei quali era presso la stazione dei ranger di Mary River, che si trova nella regione meridionale del Parco nazionale Kakadu. L'altro sito si trovava all'estremità nord del parco. Oltre a questi due siti, un terzo sito era situato presso la stazione dei ranger di East Alligator, quest'ultimo utilizzato come sito di controllo, dove i rospi delle canne non interagivano con la popolazione locale dei quoll settentrionali. Il monitoraggio sulla popolazione dei quoll è iniziato nel 2002 presso la stazione dei ranger di Mary River utilizzando il monitoraggio radio, diversi mesi prima che i primi rospi delle canne arrivassero sul posto. Dopo l'arrivo dei rospi delle canne, la popolazione dei quoll settentrionali nel sito di Mary River è precipitata tra ottobre e dicembre 2002 e nel marzo 2003 il quoll settentrionale sembrava essersi estinto in questa sezione del parco, poiché nessun quoll settentrionale venne catturato nelle trappole piazzate dai ranger nei due mesi successivi. Al contrario, la popolazione di quoll settentrionali nel sito di controllo presso la stazione dei ranger di East Alligator è rimasta relativamente costante, non mostrando alcun sintomo di declino. Le prove raccolte nel Parco Nazionale di Kakadu dimostrano come la presenza dei rospi delle canne abbia avuto un impatto disastroso sulla popolazione locale dei quoll, sottolineata dal fatto che il 31% della mortalità nella popolazione dei quoll di Mary River è stata causata da un'ingestione tossica letale, non essendo stati trovati segni di malattia, infestazione da parassiti o altri cambiamenti evidenti nella zona che possano aver causato un declino così rapido. L'evidenza più evidente che supporta l'ipotesi che l'invasione dei rospi delle canne abbia causato l'estinzione locale del quoll settentrionali è che la popolazione di quest'ultimi, in assenza di rospi delle canne, non mostrava alcun segno di declino.
Nel caso del varano di Mertens, è stata monitorata solo una regione, nel corso di 18 mesi. Questa regione si trova a 70 km a sud di Darwin, nell'area ricreativa della diga di Manton. All'interno dell'area ricreativa della diga di Manton, sono stati istituiti 14 siti per esaminare la popolazione di varani di Mertens, prendendo nota dell'abbondanza e dell'occupazione del sito in ciascun sito. Sono stati condotti sette sondaggi, ciascuno dei quali è durato 4 settimane e comprendeva 16 visite in loco, dove ogni sito è stato campionato due volte al giorno per 2 giorni consecutivi durante le 4 settimane. Ogni visita al sito è avvenuta tra le 7:30 e le 10:30 e dalle 16:00 alle 19:00, l'orario tipico in cui il varano di Mertens può essere visto mentre si crogiola al sole sulla riva o su un ramo di un albero vicino alla riva. L'intero progetto è avvenuto da dicembre 2004 a maggio 2006, registrando un totale di 194 avvistamenti in 1568 visite in loco. Delle sette indagini, il numero di animali osservati era più alto durante la seconda indagine, che ha avuto luogo nel febbraio 2005, 2 mesi dopo l'inizio del progetto. A seguito delle prime due visite, gli avvistamenti sono calati nelle successive quattro indagini, prima di diminuire drasticamente dopo la penultima indagine nel febbraio 2006. Nell'ultima rilevazione effettuata nel maggio 2006, solo due varani di Mertens sono stati avvistati nella zona. La presenza nell'area di rospi delle canne venne registrata per la prima volta durante la seconda indagine nel febbraio 2005, anche quando la popolazione dei varani era al suo massimo nel corso dello studio. Il numero di rospi delle canne rimase basso nell'anno successivo alla loro introduzione, per poi salire alle stelle nell'ultimo sondaggio del maggio 2006. Quando confrontate, le due popolazioni fianco a fianco mostrano chiaramente che l'insorgenza dei rospi delle canne nell'area ha avuto un immediato impatto negativo sulla popolazione dei varani, poiché la loro popolazione ha iniziato a diminuire nel febbraio 2005, proprio quando i primi rospi delle canne sono arrivati nell'area. Alla fine dello studio, alcune popolazioni sparse di varani di Mertens sono state trovate nei siti superiori della diga di Manton, il che suggerisce che le estinzioni locali si siano verificate in alcuni siti costieri all'interno della diga di Manton, senza un'estinzione totale della popolazione.

### Libri
- (EN) Micheal J. Tyler, Australian Frogs, 1ª ed., Melbourne, Viking O'Neil, 1989, ISBN 978-0-670-90123-4.
- (EN) Steve Grenard, Frogs and Toads, 2ª ed., John Wiley & Sons, 2007, ISBN 978-0-470-16510-2.
- (LA) Carlo Linneo, Systema Naturae per Regna Tria Naturae, secundum classes, ordines, genera, species, cum characteribus, differentiis, synonymis, locis, vol. 1, 10ª ed., Holmiae, Imprensis Laurentii Salvii, 1758.
- (EN) John S. F Barker, Gordon Clifford Grigg e Micheal J. Tyler, A field guide to Australian frogs, 2ª ed., Surrey Beatty & Sons, 1995, ISBN 978-0-949324-61-0.
- (EN) Christopher Lever, The Cane Toad: The History and Ecology of a Successful Colonist, Westbury Academic & Scientific Pub, 2001, ISBN 978-1-84103-006-7.

### Pubblicazioni scientifiche
- (EN) M. R. Crossland, Direct and indirect effects of the introduced toad Bufo marinus (Anura: Bufonidae) on populations of native anuran larvae in Australia, in Ecography, 2000,  pp. 283-290.
- (EN) Margarita Lampo e Giulio A. De Leo, The invasion ecology of Bufo marinus: from South America to Australia, in Ecological Applications, vol. 8, n. 2, 1º maggio 1998.
- (EN) Laura Brandt, Frank Mazzotti, Marine Toads (Bufo marinus) (PDF), University of Florida, IFAS Extension, Marzo 2005.
- (EN) T. Shanmuganathan, J. Pallister, S. Doody, H. McCallum, T. Robinson A. Sheppard, C. Hardy, D. Halliday, D. Venables, R. Voysey, T. Strive, L. Hinds & A. Hyatt, Biological control of the cane toad in Australia: a review, in Animal Conservation, vol. 13, n. 1, 4 novembre 2010.
- (EN) Simon Easteal, The history of introductions of Bufo marinus (Amphibia: Anura); a natural experiment in evolution (abstract), in Biological Journal of the Linnean Society, vol. 16, n. 2, 14 gennaio 2008.
- (EN) Richard Shine, The Ecological Impact of Invasive Cane Toads (Bufo Marinus) in Australia (abstract), in The Quarterly Review of Biology, vol. 85, n. 3, The University of Chicago Press, settembre 2010.
- (EN) Simon Easteal, The history of introductions of Bufo marinus (Amphibia: Anura); a natural experiment in evolution (abstract), in Biological Journal of the Linnean Society, vol. 16, n. 2, 1º settembre 1981,  pp. 93-113.
- (EN) Alden D. Hinckley, Diet of the Giant Toad, Bufo marinus (L.), in Fiji, in Herpetologica, vol. 18, n. 4, 22 gennaio 1963.

### Opuscoli informativi
- (EN) Souad Boudjelas, Micheal Browne e Maj De Poorter, 100 of the World's Worst Invasive Alien Species (PDF), Invasive Species Specialist Group, 2000. URL consultato il 23 settembre 2018 (archiviato dall'url originale il 22 dicembre 2018).
- (EN) Department of Agriculture and Fisheries, Cane toad (PDF), The State of Queensland, 2016.
- (EN) The Bahamas National Trust, Is it a Cane Toad? (PDF), 2016. URL consultato il 25 settembre 2018 (archiviato dall'url originale il 25 settembre 2018).
- (EN) Parks and Wildlife Service, Is it a cane toad? (PDF), Department of Biodiversity, Conservation and Attractions.
- (EN) Queensland Museum, Cane Toads Fact Sheet (PDF), The State of Queensland, 2011.